# Bank Railway Viaduct
Das Bank Railway Viaduct, auch Templand Viaduct, ist eine Eisenbahnbrücke in der schottischen Stadt Cumnock in der Council Area East Ayrshire. 1971 wurde die Bogenbrücke in die schottischen Denkmallisten in der höchsten Denkmalkategorie A aufgenommen.

## Beschreibung
Das Bank Railway Viaduct wurde zwischen 1848 und 1850 als Teil der Glasgow, Paisley, Kilmarnock and Ayr Railway erbaut. Es führt heute die Bahnstrecke Glasgow–Carlisle am Nordrand von Cumnock über das Lugar Water. Die Bogenbrücke überspannt das Flusstal mit 13 Bögen, von denen zwei auf jeder Seite nur von geringer Höhe sind. Das Bank Railway Viaduct erreicht eine Pfeilhöhe von 44 m. Es ist mit Pilastern und schlichten Kapitellen gestaltet. Ein leicht auskragende, schlichte Brüstung, die auf einer halbrunden Auswulst ruht, begrenzt den Fahrweg.